# Träsket, Lappland
Träsket är en sjö i Storumans kommun i Lappland och ingår i Umeälvens huvudavrinningsområde. Sjön har en area på 0,149 kvadratkilometer och ligger 407,2 meter över havet.

## Delavrinningsområde
Träsket ingår i det delavrinningsområde (721539-155044) som SMHI kallar för Utloppet av Näsvattnet. Medelhöjden är 447 meter över havet och ytan är 38,49 kvadratkilometer. Räknas de 5 avrinningsområdena uppströms in blir den ackumulerade arean 160,94 kvadratkilometer. Namonsbäcken som avvattnar avrinningsområdet har biflödesordning 3, vilket innebär att vattnet flödar genom totalt 3 vattendrag innan det når havet efter 275 kilometer. Avrinningsområdet består mestadels av skog (64 procent) och sankmarker (20 procent). Avrinningsområdet har 4,37 kvadratkilometer vattenytor vilket ger det en sjöprocent på 11,3 procent.